# Victoria Libertas Pallacanestro 2018-2019
Questa voce raccoglie le informazioni riguardanti la Victoria Libertas Pallacanestro nelle competizioni ufficiali della stagione 2018-2019.

## Stagione
La stagione 2018-2019 della Victoria Libertas Pallacanestro è la 60ª nel massimo campionato italiano di pallacanestro, la Serie A.
All'inizio della nuova stagione la Lega Basket decise di modificare il regolamento riguardo al numero di giocatori stranieri da schierare contemporaneamente in campo. Si decise così di confermare la scelta della formula con 5 giocatori stranieri senza vincoli. Tuttavia a febbraio venne cambiata scelta, decidendo di passare alla formula con 6 giocatori stranieri sempre senza vincoli.

## Roster
Aggiornato al 10 agosto 2018.
| Victoria Libertas Pesaro 2018-19 | Victoria Libertas Pesaro 2018-19 |
| Giocatori                        | Staff tecnico                    |
| -------------------------------- | -------------------------------- |

| N. | Naz.                   | Ruolo | Nome                  | Anno | Alt.   | Peso   |  |
| -- | ---------------------- | ----- | --------------------- | ---- | ------ | ------ |  |
| 1  | Stati Uniti (bandiera) | G     | James Blackmon        | 1995 | 193 cm | 91 kg  |  |
| 2  | Stati Uniti (bandiera) | AG    | Erik McCree           | 1993 | 203 cm | 102 kg |  |
| 3  | Stati Uniti (bandiera) | P     | Dominic Artis         | 1993 | 191 cm | 86 kg  |  |
| 7  | Stati Uniti (bandiera) | AP    | Lamond Murray         | 1994 | 196 cm | 91 kg  |  |
| 8  | Italia (bandiera)      | GA    | Luca Conti            | 2000 | 196 cm | 84 kg  |  |
| 9  | Stati Uniti (bandiera) | P     | Mark Lyons            | 1989 | 185 cm | 91 kg  |  |
| 11 | Italia (bandiera)      | G     | Alessandro Bonci      | 2000 | 189 cm | 85 kg  |  |
| 12 | Italia (bandiera)      | GA    | Federico Tognacci     | 2000 | 197 cm | 90 kg  |  |
| 20 | Italia (bandiera)      | C     | Andrea Ancellotti (C) | 1988 | 213 cm | 110 kg |  |
| 23 | Italia (bandiera)      | AG    | Nicolas Alessandrini  | 2001 | 200 cm | 98 kg  |  |
| 32 | Italia (bandiera)      | P     | Diego Monaldi         | 1993 | 185 cm | 75 kg  |  |
| 35 | Russia (bandiera)      | AG    | Aleksandr Šaškov      | 2000 | 208 cm | 91 kg  |  |
| 41 | Italia (bandiera)      | AG    | Simone Zanotti        | 1992 | 208 cm | 91 kg  |  |
| 44 | Stati Uniti (bandiera) | AP    | Dez Wells             | 1992 | 196 cm | 98 kg  |  |
| 55 | Lituania (bandiera)    | C     | Egidijus Mockevičius  | 1992 | 208 cm | 108 kg |  |
|    | Italia (bandiera)      | P     | Lorenzo Calbini       | 2002 |        |        |  |
|    | Italia (bandiera)      | AP    | Giovanni Centis       | 2000 |        |        |  |
|    | Italia (bandiera)      | P     | Simone Giunta         | 2000 |        |        |  |
|    | Italia (bandiera)      | AG    | Alessandro Morgillo   | 1999 | 204 cm | 95 kg  |  |
|    | Italia (bandiera)      | A     | Edin Mujakovic        | 2002 |        |        |  |
|    | Italia (bandiera)      | P     | Matteo Parlani        | 2002 |        |        |  |
|    | Italia (bandiera)      | C     | Massimo Tomabari      | 2000 |        |        |  |

| Allenatore                                                                           |
| - Massimo Galli (fino all’8 gennaio) - Matteo Boniciolli (dall’8 gennaio)            |
| Assistente/i                                                                         |
| - Paolo Calbini - Luca Pentucci Legenda - (C) Capitano - (IN) Inattivo - Infortunato |

## Mercato

### Sessione estiva
| Acquisti | Acquisti             | Acquisti                      | Acquisti      | Acquisti |
| R.a      | Nome                 | da                            | Modalità      |          |
| -------- | -------------------- | ----------------------------- | ------------- | -------- |
| AG       | Simone Zanotti       | Malloni Bk Porto Sant'Elpidio | definitivo    |          |
| C        | Egidijus Mockevičius | Rytas Vilnius                 | definitivo    |          |
| GA       | Luca Conti           | Aquila Trento                 | prestito      |          |
| AP       | Lamond Murray Jr.    | Maine Red Claws               | definitivo    |          |
| AG       | Erik McCree          | Utah Jazz                     | definitivo    |          |
| P        | Dominic Artis        | Igokea                        | definitivo    |          |
| G        | James Blackmon Jr.   | Wisconsin Herd                | definitivo    |          |
| P        | Brandon Solazzi      | Basket Lecco                  | fine prestito |          |

| Cessioni | Cessioni           | Cessioni           | Cessioni       | Cessioni |
| R.       | Nome               | a                  | Modalità       |          |
| -------- | ------------------ | ------------------ | -------------- | -------- |
| G        | Marco Ceron        | Brescia            | fine contratto |          |
| PG       | Rotnei Clarke      | Trapani Shark      | fine contratto |          |
| G        | Pablo Bertone      | Pall. Varese       | fine contratto |          |
| C        | Eric Mika          | Brescia            | fine contratto |          |
| G        | Pietro Bocconcelli | Sangiorgese Basket | fine contratto |          |
| AG       | Michele Serpilli   | Legnano Basket     | prestito       |          |
| A        | Taylor Braun       | Hapoel Be'er Sheva | fine contratto |          |
| AG       | Emmanuel Omogbo    | Pieno žvaigždės    | fine contratto |          |
| P        | Dallas Moore       | Hapoel Tel Aviv    | fine contratto |          |
| P        | Brandon Solazzi    | Free agent         | fine contratto |          |

### Dopo l'inizio della stagione
| Acquisti | Acquisti          | Acquisti         | Acquisti         | Acquisti   |
| R.       | Nome              | da               | Data             | Modalità   |
| -------- | ----------------- | ---------------- | ---------------- | ---------- |
| AG       | Aleksandr Šaškov  | Olimpia Milano   | 11 ottobre 2018  | prestito   |
| ALL      | Matteo Boniciolli | Free agent       | 8 gennaio 2019   | definitivo |
| P        | Mark Lyons        | Al-Riyadi Beirut | 19 febbraio 2019 | definitivo |
| AP       | Dez Wells         | Oklahoma Blue    | 10 aprile 2019   | definitivo |

| Cessioni | Cessioni | Cessioni | Cessioni | Cessioni |
| R.       | Nome     | a        | Data     | Modalità |
| -------- | -------- | -------- | -------- | -------- |

## Risultati

### Serie A

#### Regular season

##### Girone di andata
| Arbitri: | Paternicò Martolini Nicolini |

|                |          |             |
| Blackmon 21    | Punti    | 20 Johnson  |
| Blackmon 3     | Assist   | 4 Johnson   |
| Mockevičius 13 | Rimbalzi | 11 Krubally |